# There's Something About Ashley
There's Something About Ashley: The Story Of Headstrong es el primer DVD de la cantante estadounidense Ashley Tisdale, lanzado el 13 de noviembre del 2007 en Estados Unidos y Canadá. El DVD incluye los videos de Ashley Tisdale que corresponden a la trilogía de sencillos de su álbum Headstrong.

## Información del DVD
El DVD está basado principálmente en la historia generada a través de 3 videos musicales de los sencillos promocionales de su álbum Headstrong: "He Said She Said", "Not Like That" y "Suddenly". A su vez el DVD se divide en dos partes la primera que la mini historia con los videos de los 3 sencillos musicales y la otra que muestra un detrás de escenas de lo que fue el proceso de grabación y primera etapa de promoción de su álbum debut Headstrong. Este material fue lanzado simultáneamente en Estados Unidos y Canadá el 13 de noviembre de 2007, bajo la casa discográfica Warner Bros. Records y posteriormente lanzado en América Latina, Europa y Australia, a cargo de WEA Internacional. There's Something... fue promocionado durante la mini gira de conciertos de Tisdale llamada Headstrong Tour Across America. El DVD fue dirigido en su totalidad por el prestigioso director estadounidense Scott Speer.
La carátula del DVD fue elaborada sobre la base de capturas del video oficial para el sencillo "He Said She Said" incluido en este mismo material. Además fue incluido dentro del paquete de la edición especial navideña de Headstrong lanzada en diciembre de 2007 en los Estados Unidos.

## Detalles del contenido

### There's Something About Ashley
(3 videos musicales, comprimidos en una trilogía con una historia de por medio.) - (12:07)
1. Tisdale hablando por móvil (Intro)
2. "He Said She Said" (Video musical)
3. Tisdale con Jennifer Tisdale en su habitación (Interlude)
4. "Not Like That" (Video musical)
5. "Suddenly" (Video musical)
6. Josh Henderson y Tisdale (Final)

### The Life and Times of Ashley Tisdale
(Detrás de escenas del proceso de grabación y promoción de su álbum debut Headstrong.) - (45:00)
1. "Intro"
2. "Grabación de Be Good to Me" (Aparición de Kara DioGuardi)
3. "Sesión fotográfica para el álbum"
4. "Acerca de su Mascota" (Aparición de Kara DioGuardi)
5. "Juego de Basetball" (Apariciones de Brenda Song y Jennifer Tisdale)
6. "Grabación de He Said She Said" (Apariciones de Jonathan Rotem y Evan "Kidd" Bogart)
7. "De vuelta a Casa"
8. "El Cabello"
9. "Laguna Beach" (Aparición de Jennifer Tisdale)
10. "Ensayo de High School Musical" (Aparición de Corbin Bleu)
11. "Primera Presentación en Vivo" (Aparición de Corbin Bleu)
12. "Thanksgiving Day Parade"
13. "Encuentro con Jessica Simpson"
14. "Grabación de los Video musicales" (Apariciones de Scott Speer, Jennifer Tisdale y Josh Henderson)
15. "St. Louis"
16. "Lanzamiento del Álbum"
17. "Firma de Autógrafos"
18. "TRL" (Aparición de Vanessa Minnillo)
19. "Final"

## Reparto
1. Ashley Tisdale
2. Jennifer Tisdale
3. Josh Henderson

## Listas
| País           | Proveedor      | Posición | Certificación | Ventas |
| -------------- | -------------- | -------- | ------------- | ------ |
| AMERICA        |                |          |               |        |
| Brasil         | ABPD           | 9        |               |        |
| Chile          | FERIA          | 17       |               |        |
| Estados Unidos | RIAA/Billboard | 38       |               |        |